# Гингивитис
Гингивитис је упала десни која може потећи од различитиx медицинскиx фактора. Гингивитис је периодонцијумна болест што значи да захвата периодонцијум, ткиво које окружује зуб. Здраво ткиво десни има аспект "боје наранџе" светло розе, и не крвари током контакта. Када се ради о гингивитису, ткиво постаје црвено (напомена: свака промена боје на ткиву десних означава неку врсту патогена) глатко и надувано. Крварење је учестало, а најчешће током прања зуба али понекад и без надражаја. Опсервацијом може се уочити врећица настала између горњег дела десниx и места где се причвршћује за кост.

## Узроци

### Етиолошки фактор
Етиолошки фактор (фактор због кога је болест настала) гингивитиса је понекад зубни плак који се састоји искључиво од бактерија. Други извор ове болести је низак ниво витамина Ц. Бактерије су патогена тела која представљају опасност за организам, како би се десни одбранили од тог напада, долази до упале ( доток крви до десних која доноси антитела).
Зубни плак свакодневно настаје, и једини начин да би се елиминисала је прање зуба два пута дневно или после сваког оброка.

### Фаворизација настанка
- Присутност зубног каменца

Зубни каменац настаје накупљањем анорганских супстанци (минерала) у плаку. Сам каменац није кариоген нити води ка пародонтитису, али бактерије и плак који се на каменцу накупљају и у њему налазе, су фактори настанка наведене болести.
- Круница која је лоша постављена или која није добро намештена

У ком слуцају стоматолог није наместио круницу у складу са формацијом осталих зуба, може доћи до сакупљања бактерија испод крунице.
- Зуби који нису правилно распоређени

Зуби нису правилно и добро опрани
- Хормонски поремећај
- Лекови
- Шећерна болест, леукемија и различите имунолошке болести (СИДА)

## Еволуција
Ако се ова болест не лечи, а у усталим случајевима не излечцује се сама по себи, може доћи до упале периодонцијума, који је главни орган у придржавању целог зубног система и евенутално смањење нивоа зубне кости.

## Лечење

### Етиолошки третман
Етиолошки третман је превентивни третман који је један од најефикаснијих:
- Учестало прање зуба. Зубни каменац мора бити елиминисан најбоље могуће.
- Калирање зуба илити елимисање зубног каменаца од стране зубара. Калирање се вршси обично сваке године, али то зависи од пацијента до пацијента и његовог формирање каменаца.

### Медицинско лечење
Медицинско лечење се користи једино ако етиолоско лечење није успело. Медицинско лечење се користи једино ако етиолоско лечење није успело. Овај слуцај је јако редак све док говоримо о ґингивитису.
- Ако је врећица дубока, хируршска интервенција је неопходна.
- Хипертрофични ґингивитис (генерални или локални) решава се хируршком интервенцијом отклањањем десних на том месту.
- Коришћење антибактеријских течности направљених специјално за испирање зуба.